# شمال از شمال غربی
شمال به شمال غربی (به انگلیسی: North by Northwest) فیلمی آمریکایی در ژانر فیلم جاسوسی دلهره‌آور محصول ۱۹۵۹ است که توسط آلفرد هیچکاک کارگردانی شد.
به گفته دیوید تامسن شمال به شمال غربی از فیلم هایی است ارزش چند بار دیدن دارد.

## داستان
در رستوران اوک روم در هتل پلازا نیویورک، پیشخدمتی نام «جورج کاپلان» را صدا می‌زند، به درخواست دو مرد خوش‌پوش. همان لحظه که راجر تورنهیل، مدیر تبلیغاتی، همان پیشخدمت را صدا می‌زند، با کاپلان اشتباه گرفته می‌شود. او را می‌ربایند و به ملک لستر تاونسند در گلن کوو نیویورک می‌برند. تاونسند از تورنهیل بازجویی می‌کند و سپس ترتیبی می‌دهد تا با صحنه‌سازیِ یک تصادف ساختگیِ ناشی از مستی، او را به قتل برسانند. اما تورنهیل جان سالم به‌در می‌برد، با این حال نتوانسته پلیس یا مادرش را قانع کند که چه بر سرش آمده. او با بازگشت به ملک، درمی‌یابد که تاونسند دیپلماتی در سازمان ملل است.
تورنهیل به همراه مادرش به اتاق خالی کاپلان در هتل پلازا نفوذ می‌کند، جایی که همان تبهکاران نیز دنبالش آمده‌اند. سپس تورنهیل راهی مقر مجمع عمومی سازمان ملل می‌شود تا با تاونسند دیدار کند؛ اما مشخص می‌شود مردی کاملاً متفاوت است. هنگام پرسیدن درباره فردی که خود را به‌جای او جا زده، یکی از افراد تبهکار کاردی در پشت تاونسند فرو می‌کند. تاونسند در آغوش تورنهیل فرومی‌افتد و لحظه‌ای که تورنهیل چاقو را گرفته، از او عکس می‌گیرند؛ در نتیجه، گویی او قاتل است. تورنهیل می‌گریزد و در پی یافتن کاپلانِ واقعی برمی‌آید.
در این میان، «سازمان اطلاعات ایالات متحده» متوجه می‌شود که تورنهیل به اشتباه به جای کاپلان گرفته شده؛ در حالی که کاپلان اصلاً وجود خارجی ندارد و صرفاً یک طعمهٔ جعلی برای منحرف‌کردن دشمنان بوده است. اما رئیس سازمان، معروف به «پروفسور»، از نجات تورنهیل خودداری می‌کند تا عملیات آن‌ها لو نرود.
تورنهیل بی‌آن‌که بلیت داشته باشد، پنهانی سوار قطار لوکس قرن بیستم محدود به مقصد شیکاگو می‌شود، و آن‌جا با ایو کندال آشنا می‌شود. کندال او را در تخت بالایی کوپه‌اش پنهان می‌کند. رابطه‌ای میان آن دو شکل می‌گیرد، اما کندال در واقع مخفیانه با تبهکاران همکاری دارد. او کمک می‌کند تا تورنهیل از دام پلیس بگریزد و سپس می‌گوید دیداری با کاپلان در ایستگاه اتوبوسی دورافتاده در ایندیانا ترتیب داده است. تورنهیل که به محل می‌رسد، هدف حملهٔ یک هواپیمای سم‌پاش مجهز به تیربار قرار می‌گیرد. پس از آن‌که از مزرعهٔ ذرت بیرون رانده می‌شود، سعی می‌کند کامیونی را متوقف کند؛ اما هواپیما به آن برخورد کرده و هر دو منفجر می‌شوند. در این آشوب، او وانت رهگذری را می‌دزدد. در هتل کاپلان در شیکاگو درمی‌یابد که کاپلان پیش از آن‌که کندال ادعا کرده با او صحبت کرده، هتل را ترک کرده بوده. او به اتاق کندال می‌رود و با او روبه‌رو می‌شود، اما کندال می‌گریزد.
تورنهیل رد کندال را تا یک حراج آثار هنری می‌گیرد، جایی که وان‌دام، همان که خود را تاونسند جا زده، در حال خرید مجسمه‌ای بدوی است. وان‌دام به افرادش دستور می‌دهد تا به تورنهیل برسند. تورنهیل با ایجاد اختلال در حراج، پلیس را وادار به مداخله می‌کند. او نزد پلیس اعتراف می‌کند که همان قاتل فراری است، اما «پروفسور» مداخله می‌کند. در فرودگاه، پروفسور به تورنهیل می‌گوید کاپلان ساختگی بوده و ایو کندال مأمور واقعی آن‌هاست. وان‌دام بالای کوه راشمور زندگی می‌کند و سازمان گمان دارد قصد دارد از آن‌جا با هواپیما فرار کند. تورنهیل موافقت می‌کند تا برای حفظ هویت پوششی کندال، همکاری کند.
در مرکز بازدید کوه راشمور، تورنهیل که به‌درخواست سازمان نقش کاپلان را بازی می‌کند، درباره تحویل کندال برای دستگیری با وان‌دام گفت‌وگو می‌کند. کندال با گلوله‌های مشقی به تورنهیل شلیک می‌کند و می‌گریزد. پس از آن، پروفسور ترتیب دیدار آن دو را می‌دهد و تورنهیل درمی‌یابد که کندال باید با وان‌دام و دستیارش لئونارد سوار هواپیما شود. او می‌کوشد کندال را منصرف کند، اما رانندهٔ پروفسور او را بی‌هوش کرده و در اتاقی بیمارستانی زندانی می‌کند.
تورنهیل می‌گریزد و به خانهٔ وان‌دام می‌رود تا کندال را نجات دهد. او می‌شنود که مجسمه حاوی میکروفیلم است و لئونارد پی برده که گلوله‌های اسلحهٔ کندال مشقی بوده‌اند. وان‌دام اظهار می‌کند که قصد دارد کندال را با پرتاب از هواپیما بکشد. تورنهیل با یادداشتی پنهانی او را هشدار می‌دهد. وان‌دام، لئونارد و کندال به‌سوی هواپیما می‌روند. خدمتکار وان‌دام تورنهیل را تهدید می‌کند، اما تورنهیل پی می‌برد که اسلحه، همان اسلحهٔ کندال با گلوله‌های مشقی است. وقتی وان‌دام سوار هواپیما می‌شود، کندال مجسمه را برمی‌دارد و به‌سوی تورنهیل می‌دود و با هم به‌سوی قلهٔ کوه راشمور می‌گریزند. آن دو هنگام پایین‌رفتن از کوه، هدف تعقیب افراد وان‌دام قرار می‌گیرند. یکی از مأموران پارک لئونارد را به ضرب گلوله می‌کشد و پروفسور، وان‌دام را بازداشت می‌کند.
در صحنهٔ پایانی، کندال که از لبهٔ صخره آویزان مانده، دست تورنهیل را می‌گیرد. در نمای بعدی، او که حالا «خانم تورنهیل» شده، دیده می‌شود که دارد به تخت بالایی قطار کشیده می‌شود، همزمان با ورود نمادین قطار به تونل.

## فیلم‌نامه

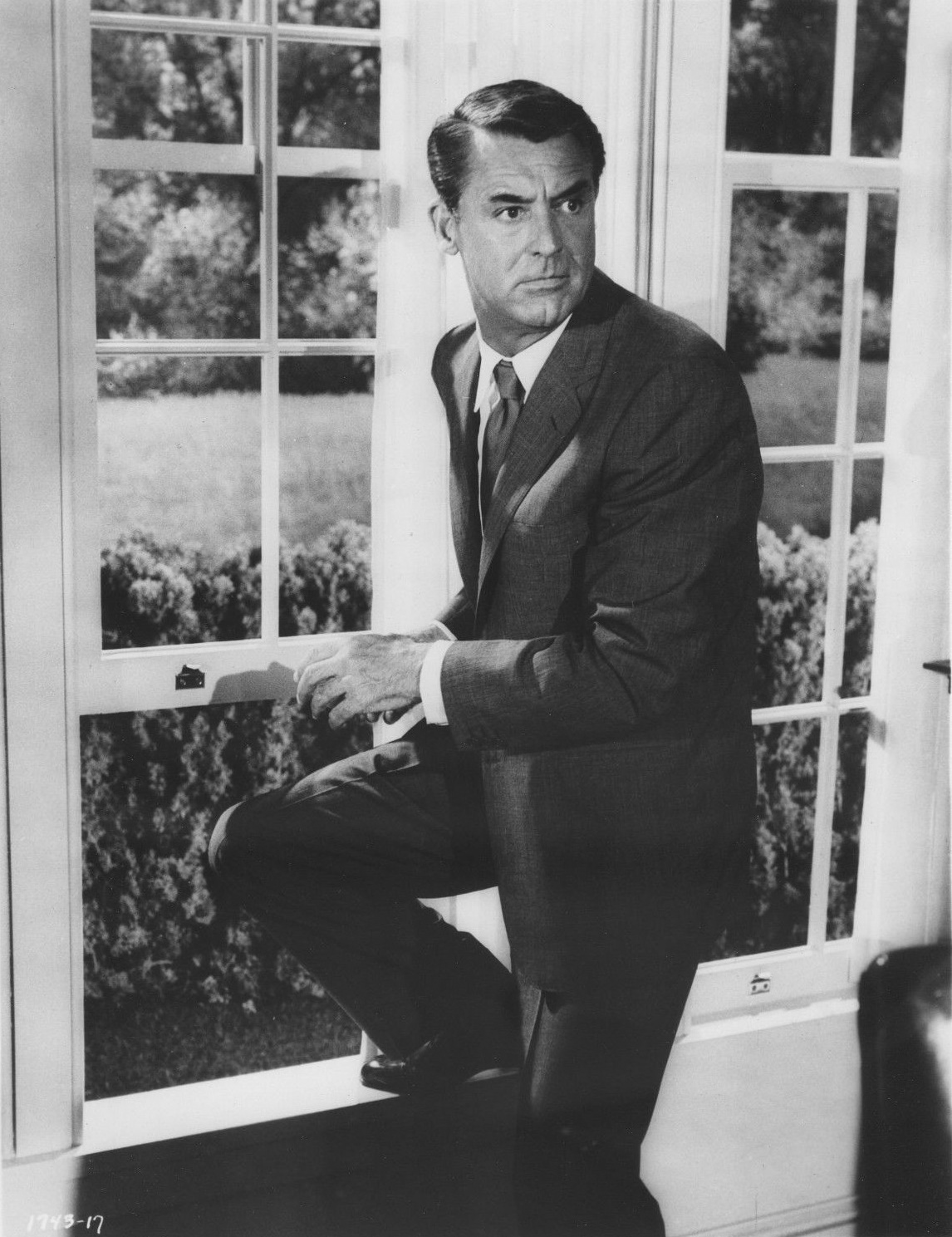
عکسی اصلی از فیلم

هیچکاک اغلب به روزنامه‌نگاران درباره ایده‌ای می‌گفت که در آن کری گرانت داخل بینی آبراهام لینکلن (کوه راشمور) پنهان شده و هنگام عطسه او، از بینی مجسمه بیرون می‌افتد!
هیچکاک می‌گفت که این فیلم را می‌توان The Man in Lincoln's Nose (مردی در بینی لینکلن) نامید . هیچکاک روی این ایده پافشاری کرد و در پی فیلمنامه‌نویسی مناسب برای گسترش آن بود. شخصیت اصلیِ فروشندهٔ دوره‌گرد، برای جیمز استوارت مناسب بود، اما لیمن آن را به یک مدیر آژانس تبلیغاتی در خیابان مدیسون تغییر داد، سمتی که خودش پیشتر آن را داشت. 
در زندگی‌نامه هیچکاک به قلم جان راسل تیلور در سال ۱۹۷۸ (هیچک: زندگی و زمانه آلفرد هیچکاک) نوشته شده که که داستان پس از طلسم گیر افتادن نویسنده در طول فیلم‌نامه‌نویسی یک پروژه سینمایی دیگر آغاز شده است:
آلفرد هیچکاک پذیرفته بود که فیلمی با ام‌جی‌ام کار کند و آنها روی اقتباسی از رمان «خرده‌پاره‌های کشتی ماری‌دیر» از هاموند اینز به توافق رسیده بودند. آهنگساز برنارد هرمن پیشنهاد داده‌بود که هیچکاک با دوستش ارنست لمان هم کار کند. بعد از چند هفته، لمان درخواست کناررفتن از پروژه را داد چون نمی‌دانست با ایده هیچکاک باید چه کار کند. هیچکاک می‌گوید که حالا که با هم خوب هستند، بهتر است داستان دیگری را سرهم کنند. لمان می‌گوید که می‌خواهد بهترین فیلم هیچکاک را بنویسد. هیچکاک لحظه‌ای فکر می‌کند و می‌گوید همیشه می‌خواسته یک صحنه تعقیب‌و‌گریز را در کوه راشمور طراحی کند. لمان و هیچکاک سپس ایده‌های دیگری را به زبان آوردند: قتلی در مقر سازمان ملل متحد، قتلی در یک کارخانه خودروسازی در دیترویت، اوج ماجرا در آلاسکا. در نهایت روی ایده قتل در مقر سازمان ملل برای ابتدای فیلم و تعقیب‌و‌گریز در راشمور برای انتهای فیلم به توافق رسیدند. برای هسته فیلم، هیچکاک روزنامه‌نگاری را به‌ یاد آورد که ایده‌ای از جاسوسانی داشت که با خلق یک مأمور اطلاعاتی ساختگی، برای خودشان سپر بلا درست می‌کنند. هیچکاک به این فکر می‌کرد که شاید بشود آن مأمور ساختگی با قهرمان فیلم اشتباه گرفته شود. ایده آن روزنامه‌نگار‌ را ۱۰٫۰۰۰ دلار از وی خریدند.

## نام فیلم
وجه تسمیهٔ عنوانِ فیلم تا مدت‌ها مورد بحث بود. برخی می‌گفتند علاوه بر محلی که نقطهٔ اوج داستان در آن‌جا اتفاق می‌افتد، اشاره‌ای نیز به قطعه‌ای از نمایش‌نامهٔ هملت اثر ویلیام شکسپیر دارد: «به هنگام وزش باد جنوبی، خوب و بد را از هم بازمی‌شناسم، جنون من تنها در هنگامیست که باد از شمال - شمال غربی می‌وزد.»
اما حقیقت آن است که نورث‌وست (Northwest) نام یک شرکت هواپیمایی مشهور در آمریکاست و در صحنهٔ فرودگاه، «کری گرانت» (راجر تورنیل) با هواپیمای آن شرکت، به طرف شمال آمریکا می‌رود و در نمایی کوتاه، نام این شرکت هواپیمایی را بر محل ورود به دفتر آن می‌بینیم. از طرفی آلفرد هیچکاک در مصاحبه‌ای با پیتر بوگدانوویچ در سال ۱۹۶۳، اشاره کرد که تمام فیلم بر روی عنوان آن متمرکز است، اما چیزی به نام «شمال از شمال‌غربی» روی قطب‌نماها وجود ندارد و طبعاً چنین برداشتی غلط است.

## سکانس پایانی
کات آخر، که به قطار می‌رود، هم‌زمان یک کات کارتونی، یک کات خیال به واقعیت و یک کات هیچکاکی است. این کات، گذار از رویا به واقعیت را نشان می‌دهد. در پایان فیلم، با تکرار تصویر قطار، بار دیگر خطر بالقوه‌ای را که همچنان زندگی این شخصیت را تهدید می‌کند، به تصویر می‌کشد.

## بازیگران
- کری گرانت در نقش Roger Thornhill
- اوا ماری سنت در نقش Eve Kendall
- جیمز میسون در نقش Phillip Vandamm
- جسی رویس لندیس در نقش Clara Thornhill
- لئو جی. کارول در نقش The Professor
- جوزفین هاچینسون در نقش "Mrs. Townsend"
- فیلیپ اوبر در نقش Lester Townsend
- مارتین لاندو در نقش Leonard
- آدام ویلیامز در نقش Valerian
- ادوارد پلات در نقش Victor Larrabee
- روبرت النشتاین در نقش Licht
- لس تریمین در نقش Auctioneer
- Philip Coolidge در نقش Dr. Cross
- پاتریک مک وی در نقش Sergeant Flamm
- ادوارد بینز در نقش Captain Junket
- کن لینچ در نقش Charlie

در عنوان‌بندی نیامده
- Maudie Prickett در نقش Elsie the Maid[۶]
- Malcolm Atterbury در نقش Man at the crossroads[۷]
- Tol Avery در نقش State Police Detective[۶]
- جان برادینو در نقش Sergeant Emile Klinger[۸]
- ند گلس در نقش Ticket Seller[۶]
- Doreen Lang در نقش Maggie, Roger's Secretary[۶]
- Nora Marlowe در نقش Anna, the housekeeper[۶]
- رالف رید در نقش Bellboy[۶]
- اولان سول در نقش Assistant Auctioneer[۶]
- فرانک ویلکاکس در نقش Herman Weitner[۶]
- Robert Shayne در نقش Larry Wade[۶]
- پاتریشیا کاتز در نقش Hospital Patient
- سارا برنر در نقش Telephone Operator (voice)[۶]